# Suhodol
Suhodol je naseljeno mjesto u općini Donji Vakuf, Federacija Bosne i Hercegovine, BiH.

## Položaj i klima
Naselje Suhodol je udaljeno je oko 500 m od magistralne ceste koja povezuje gradove Donji Vakuf i Travnik. Položaj: G.širina: 44° 11' 41 N ; G.dužina: 17° 25' 9 E. Najveći dio područja Suhodola je izrazito brdsko-planinsko. Nadmorska visina (približno) 677 m. [nedostaje izvor]
Klima na području Suhodola je kontinentalno – planinska. Najobilnije kišne padaline su u proljetnim i jesenjim mjesecima i prema službenim podacima kreću se od 900 litara do 950 litara na 1m2. Tijekom godine temperatura se kreće od -20 0C do +35 0C.[nedostaje izvor]

## Stanovništvo

### 1991.
| Suhodol            |             |
| godina popisa      | 1991.       |
| Muslimani          | 253 (89,6%) |
| Srbi               | 23 (8,2%)   |
| Hrvati             | 0           |
| Jugoslaveni        | 1 (0,4%)    |
| ostali i nepoznato | 5 (1,8%)    |
| ukupno             | 282         |

### 2013.
| Suhodol            |              |
| godina popisa      | 2013.        |
| Bošnjaci           | 181 (99,45%) |
| Srbi               | 0            |
| Hrvati             | 0            |
| ostali i nepoznato | 1 (0,55%)    |
| ukupno             | 182          |